# Vidas robadas (télésérie, 2008)
 (septembre 2024).
Si vous disposez d'ouvrages ou d'articles de référence ou si vous connaissez des sites web de qualité traitant du thème abordé ici, merci de compléter l'article en donnant les références utiles à sa vérifiabilité et en les liant à la section « Notes et références ».
Vidas robadas est une telenovela argentine diffusée en 2008 par Telefe.

## Contexte
L'histoire traite de l'enlèvement de personnes pour une prostitution forcée et dresse des parallèles avec l'affaire Marita Verón. Susana Trimarco elle-même, mère de Marita Veron, a travaillé avec les scénaristes Marcelo Camaño et Guillermo Salmerón.